# مانو هيرفاس
مانويل «مانو» هيرنانديز سونسيكا هيرفاس (ولد في 6 يونيو 1986 في آرانخويث، مدريد) هو لاعب كرة قدم إسباني، يلعب لنادي فالدريس في النرويج، في مركز خط الوسط الدفاعي.

## وصلات خارجية
- مانو هيرفاس على موقع قاعدة بيانات كرة القدم.إي يو (الإنجليزية)
- مانو هيرفاس على موقع Soccerway.com (الإنجليزية)
- مانو هيرفاس على موقع عالم كرة القدم.نت (الإنجليزية)

- BDFutbol profile
- Futbolme profile (بالإسبانية)
- Stats at HLSZ (بالمجرية)
- Transfermarkt profile